# Buchwaldoboletus
Buchwaldoboletus es un género de hongos de la familia Boletaceae. Sus especies se pueden encontrar en bosques de todo el mundo. Son hongos saprófitos y lignícolas. El himenio (la parte inferior del sombrero) presenta poros y no laminas. Los poros son pequeños. El micelio es amarillo.

## Especies

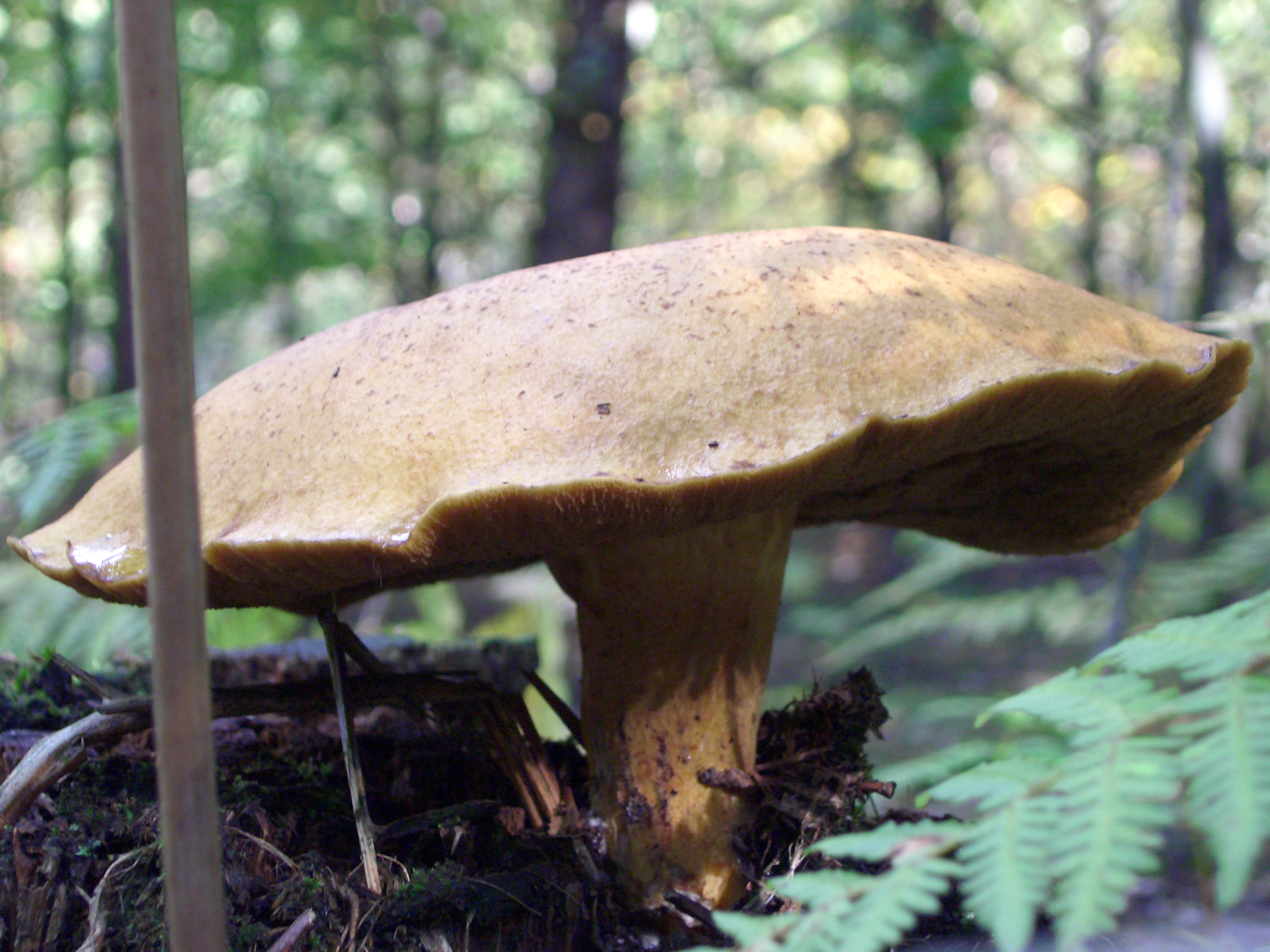
Buchwaldoboletus hemichrysus.

Incluye las siguientes 12 especies:
- Buchwaldoboletus acaulis
- Buchwaldoboletus brachyspermus
- Buchwaldoboletus duckeanus
- Buchwaldoboletus hemichrysus
- Buchwaldoboletus kivuensis
- Buchwaldoboletus lignicola
- Buchwaldoboletus parvulus
- Buchwaldoboletus pontevendrensis
- Buchwaldoboletus pseudolignicola
- Buchwaldoboletus spectabilis
- Buchwaldoboletus sphaerocephalus
- Buchwaldoboletus xylophilus